# Yenagoa
Yenagoa is een stad in Nigeria en is de hoofdplaats van de staat Bayelsa.
Yenagoa telt ongeveer 31.000 inwoners.